# Old Ningo
Old Ningo, auch als Great Ningo bekannt, ist eine Kleinstadt in der Greater Accra Region Ghanas. Sie liegt an der Küste des Golfs von Guinea und ist mit 9078 Einwohnern (Stand: 2010) die zweitgrößte Gemeinde im Ningo-Prampram Distrikt.

## Geschichte
Ursprünglich war das Gebiet von den Ga-Adangbe besiedelt, die traditionell vom Fischfang und der Landwirtschaft lebten. Der Name „Ningo“ leitet sich vermutlich von den Ga-Dangme-Wörtern nu (Wasser) und ngoo (Salz) ab, was auf die geografische Lage des Ortes am Meer hinweist.
Eine alternative Erklärung für den Namen findet sich in der Encyclopædia Metropolitana von 1817. Demnach nannten europäische Seefahrer den Ort „Ningo“ (lateinisch für „Schnee“) aufgrund eines in der Ferne sichtbaren schneebedeckten Berggipfels.

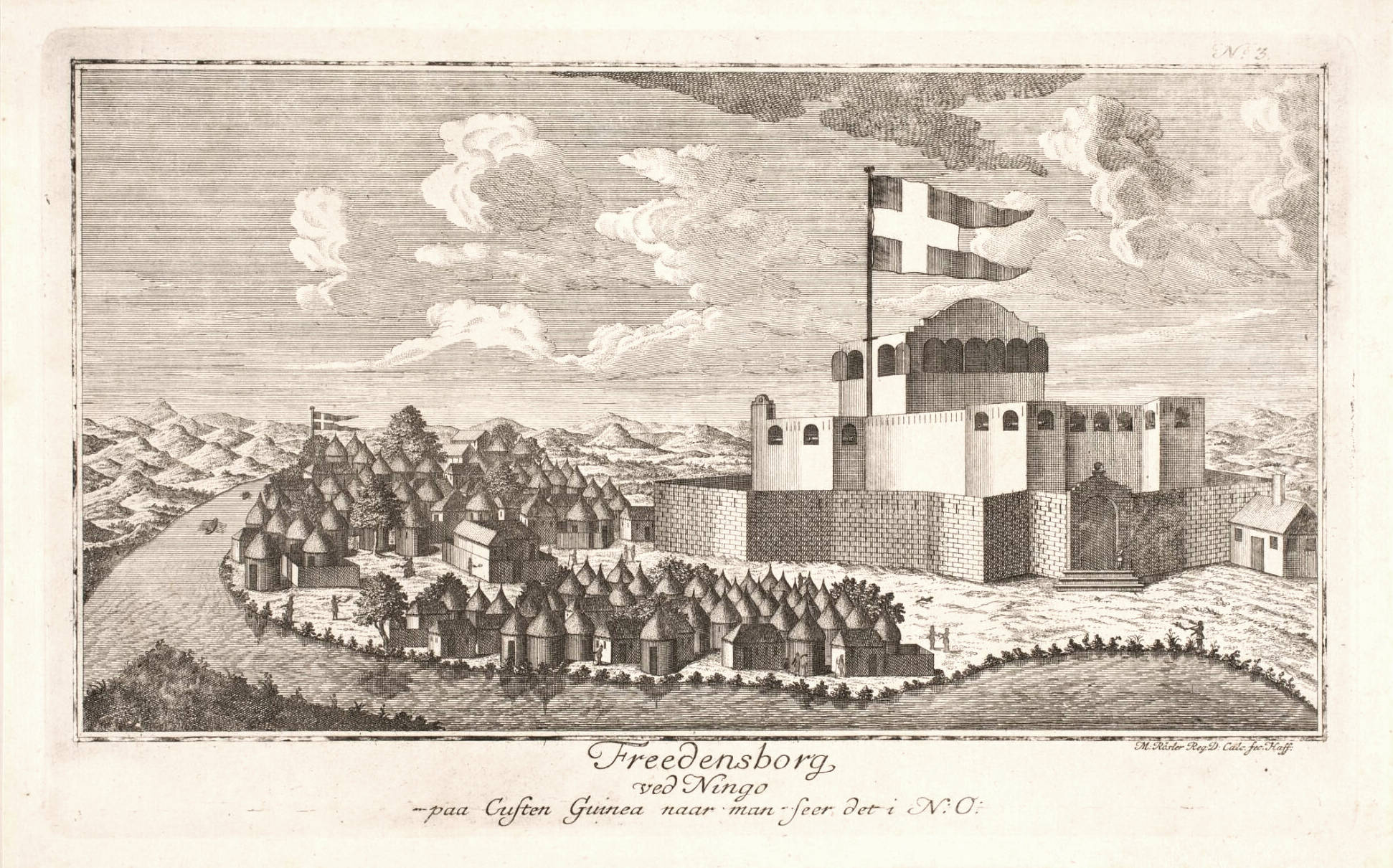
Fort Fredensborg um 1760

Die europäische Präsenz in Old Ningo begann 1734 mit der Errichtung von Fort Fredensborg durch die Dänen. Das Fort diente zunächst als Stützpunkt für den Sklavenhandel. Mit der Abschaffung des Sklavenhandels verlor es an Bedeutung und verfiel zusehends. 1850 übernahmen die Briten die Kontrolle über das Fort und integrierten Old Ningo in ihre Goldküsten-Kolonie.

## Gesellschaft und Kultur
Die Bevölkerung von Old Ningo bezeichnet sich selbst als Nugoli („Menschen von Nugo“). Die traditionelle Gesellschaftsstruktur ist in vier Divisionen mit zugehörigen Clans gegliedert:
1. Lower Division: Stellt den Paramount Chief und den Djange wↄnↄ (Priester)
2. Lower Kponↄ Division: Hält die Position des Dzaase/Dzaas-TsƐ
3. Djangmaku Division: Stellt den Divisions-Chief
4. Kabiawe Division: Hält die Position des Mankralo

2022 wurde mit Nene Agbasi Zutah V erstmals nach 41 Jahren wieder ein neuer Mankralo eingesetzt.